# De Blaffert

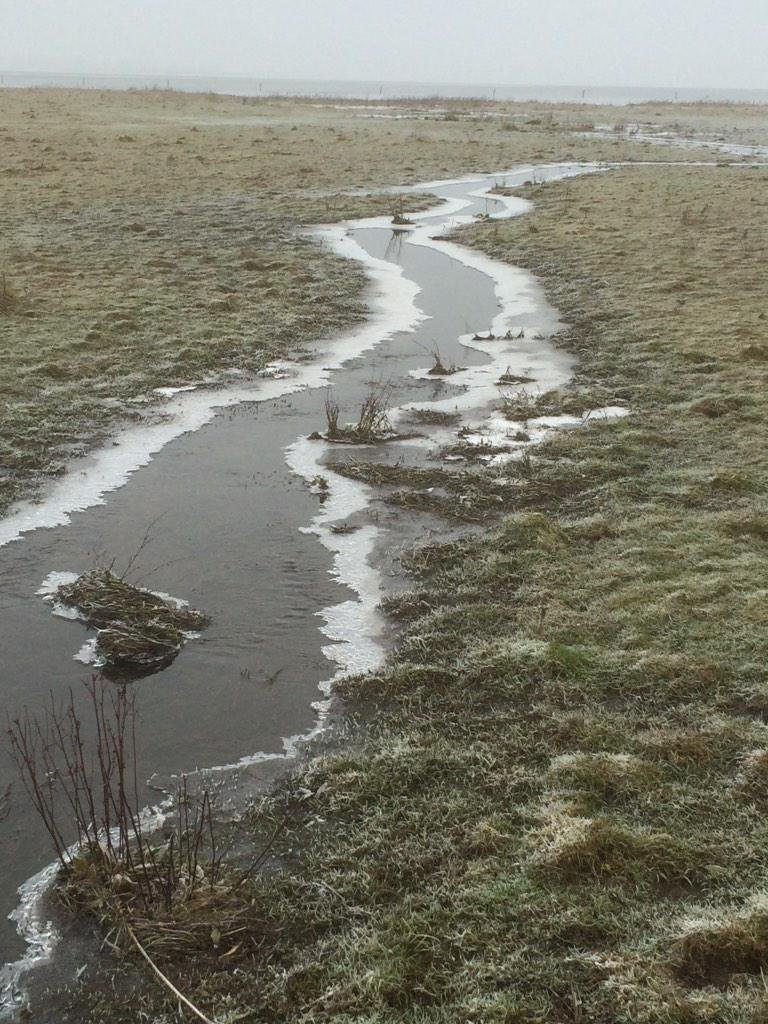
Het beekje de Blaffert

 De Blaffert is een beekje dat ontspringt op landgoed Mattemburgh en uitmondt in het Markiezaatsmeer, deel van de voormalige Oosterschelde.
Het beekje ontspringt in de stijltuin van het landgoed en stroomt ongeveer een kilometer in westelijke richting, waarbij het een relatief steile insnijding vormt in de Brabantse Wal. Het beekje vormt de grens tussen de landgoederen Mattemburgh en Lindonk.
Werkzaamheden in het beekje, uitgevoerd vanaf 2008, betroffen het langer vasthouden van kwel, en het minder steil maken van de oevers met inachtname van de cultuurhistorie van het beekje en de omgeving.

## Stroomgebied
Omdat het Markiezaatsmeer – waar de Blaffert in uitmondt – een oude loop is van de Schelde, wordt hij toegerekend tot het stroomgebied van de Schelde. Maar door de Deltawerken is de situatie veranderd, want nu watert de Blaffert niet meer af naar de Schelde, maar naar het stroomgebied van de Maas. De afwatering verloopt via het Markiezaatsmeer naar het Schelde-Rijnkanaal en het Volkerak, dat tot het Maasbekken gerekend wordt en uitmondt in het Hollandsch Diep.